# Veverská Bítýška
Veverská Bítýška (německy Eichhorn Bittischka) je město v okrese Brno-venkov v Jihomoravském kraji. Leží v Boskovické brázdě mezi přírodními parky Údolí Bílého potoka (na západě) a Podkomorské lesy (na východě), zhruba 25 kilometrů severozápadně od středu Brna. U města, rozkládajícího se na soutoku Svratky a Bílého potoka, začíná vzdutí Brněnské přehrady, nedaleko se nachází hrad Veveří. Dominantou Veverské Bítýšky je náměstí Na Městečku s radnicí, školou a farním kostelem svatého Jakuba. Žije zde přibližně 3 500 obyvatel. Mimo vlastní Veverskou Bítýšku je součástí města také osada (samostatná základní sídelní jednotka) Nový Dvůr, která leží v podhradí hradu Veveří.

## Název
Nejstarší písemný doklad z roku 1376 má nezdrobnělou podobu jména obce (zapsáno Bytysch), ve všech ostatních dokladech je jméno zdrobnělé. Jméno osady mělo přivlastňovací význam a bylo odvozeno od osobního jména, není však vzhledem k nejednoznačnému pravopisu záznamů zcela jisté, jak znělo. Mohlo jít o jméno Vítech, příponou -ech rozšířené jméno Vít (což byla domácká podoba jmen jako Vítoslav nebo Vítorad). Rovněž se mohlo jednat o jména Bítech (ve starší podobě Bietech, odvozenina jména Biet nejistého původu), k čemuž svádí doklad z roku 1481 v Bietesscze, nebo Bytech, odvozenina jména Byt (což asi byla domácká podoba jmen jako Radobyt nebo Chotěbyt). Pravopis jména městečka po staletí kolísal, podoba Bítýška byla jako úřední definitivně stanovena roku 1924. Přívlastek Veverská (německy Eichhorn) je doložen od 16. století a vyjadřoval příslušnost k hradu Veveří.

## Historie
Bítýška je nazývána Veverskou podle nedalekého hradu Veveří. Hrad Veveří byl podle pověsti založen ve druhé polovině 11. století knížetem Konrádem I. Brněnským; první písemný doklad o Veveří je z roku 1213. Veverská Bítýška vznikla pravděpodobně až po založení hradu, první zmínka se objevuje v roce 1376, roku 1521 již je uváděna jako městys. Území hradu Veveří i s přilehlým okolím bylo dlouho součástí obce, avšak k 1. lednu 1957 bylo připojeno k Brnu, a dnes tvoří nejzápadnější část katastru městské části Brno-Bystrc.
Historie Veverské Bítýšky i hradu Veveří je spojena také s kaplí Matky Boží, která sloužila jako farní kostel před výstavbou bítýšského kostela svatého Jakuba roku 1481. Před založením obecního hřbitova roku 1837 sloužil hřbitov u kaple jako pohřebiště pro obyvatele obce.
První obecní úřad je znám z roku 1585, primátoři spravovali Veverskou Bítýšku od roku 1616, starostové 1848, předsedové místních národních výborů od roku 1945 a po roce 1989 opět starostové. Dne 24. září 2008 byl obci obnoven status městyse a k 27. srpnu 2018 se Veverská Bítýška stala městem.

### Hospodářské dějiny
Status městyse zaručoval práva pořádat trhy; roku 1521 udělil obci král Ludvík Jagellonský privilegium pořádat týdenní trhy a dva jarmarky ročně.
Na začátku 18. století začaly v okolí, zejména na Bílém potoku, vznikat železné hamry (pozůstatky jsou dodnes patrné u nedaleké osady Šmelcovna). Pracovní příležitosti místním i přespolním nabízely i pily, které též využívaly vodní pohon. O století později byla postavena výrobna střelného prachu nazývaná „Prachovna“.
Začátek 20. století byl svědkem rozmachu místního průmyslu, zejména kaolinky (zpracovávala kaolin dopravovaný lanovkou z blízkých Lažánek). S omezením jeho těžby souviselo také zrušení místní železnice z Kuřimi v roce 1936. Nelehkou situaci za hospodářské krize pomohla zmírnit stavba blízké Brněnské přehrady v letech 1936–1940.
Hospodářská historie posledních 100 let je spojena zejména s firmou Rico, výrobcem zdravotnického materiálu. Po znárodnění firmy roku 1948 a její opětovné privatizaci (1991–1993) je její nástupce největším zaměstnavatelem v obci (více než 800 zaměstnanců).

## Obyvatelstvo
| Rok            | 1869  | 1880  | 1890  | 1900  | 1910  | 1921  | 1930  | 1950  | 1961  | 1970  | 1980  | 1991  | 2001  | 2011  | 2021  |
| -------------- | ----- | ----- | ----- | ----- | ----- | ----- | ----- | ----- | ----- | ----- | ----- | ----- | ----- | ----- | ----- |
| Počet obyvatel | 1 660 | 1 701 | 1 477 | 1 477 | 1 840 | 1 905 | 1 944 | 2 130 | 2 301 | 2 366 | 2 755 | 2 758 | 2 790 | 3 085 | 3 363 |
| Počet domů     | 227   | 228   | 231   | 253   | 282   | 307   | 400   | 562   | 530   | 548   | 571   | 637   | 669   | 757   | 860   |

Vývoj počtu obyvatel

## Městská správa

### Městské symboly
Znak města je historický, vlajka byla městu udělena rozhodnutím předsedy Poslanecké sněmovny Parlamentu České republiky dne 11. dubna 2008.

## Doprava

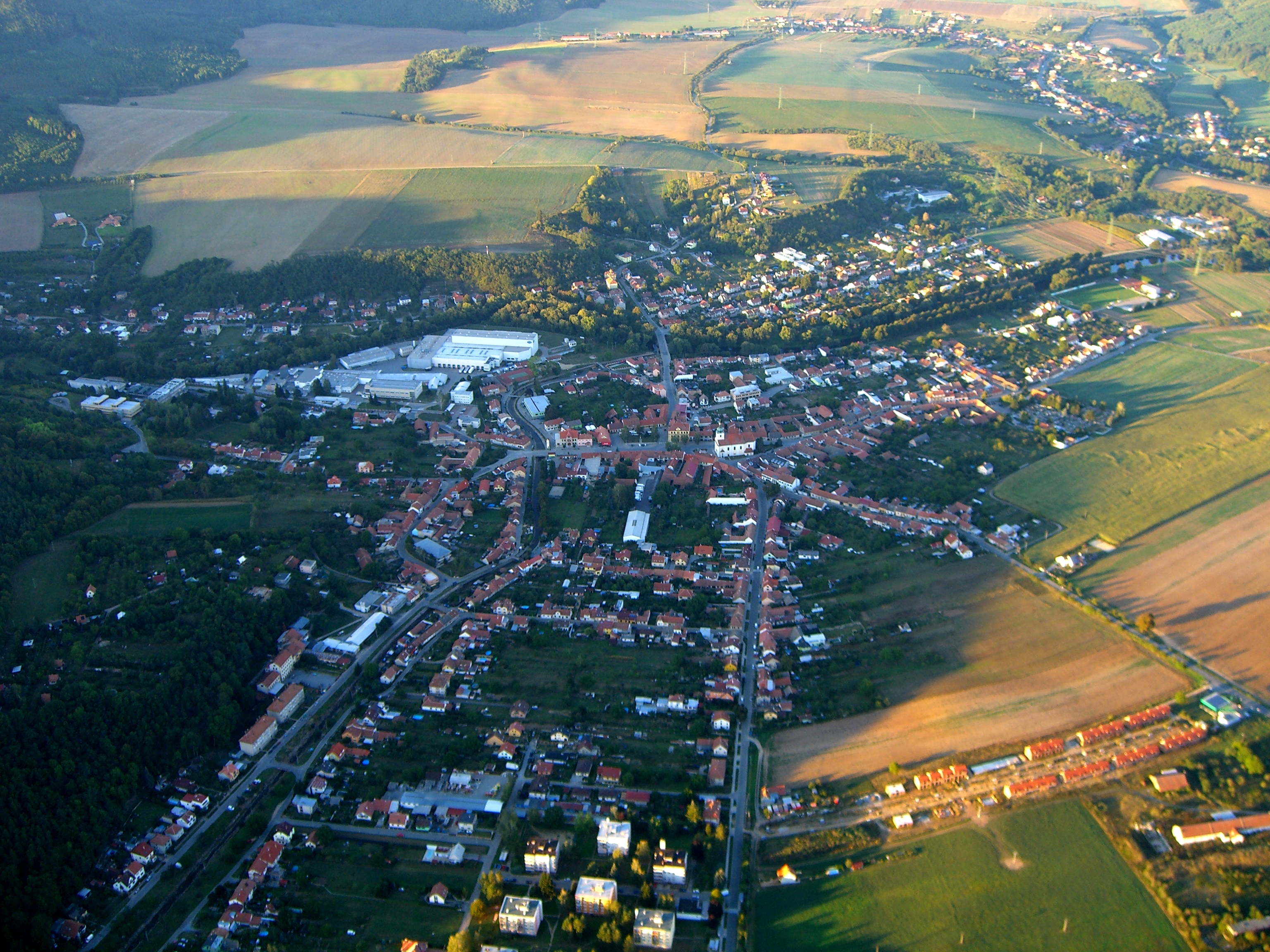
letecký pohled od jihu

Veverská Bítýška leží na křižovatce silnic druhé třídy 384 (z Brna), 386 (z Rosic a Kuřimi) a silnic třetí třídy z Lažánek, Hvozdce a Chudčic (Tišnova). Nájezd na dálnici D1 u Ostrovačic je od městečka vzdálen 7 km.
Veverská Bítýška je přestupním uzlem Integrovaného dopravního systému Jihomoravského kraje v zóně 325. Spojení zajišťují autobusové linky 153 (s Rosicemi a Tišnovem), 303 (s Brnem) a 312 (s Kuřimí a Tišnovem).
Lodní dopravu na Brněnské přehradě mezi Veverskou Bítýškou, hradem Veveří a Brnem provozuje v letních měsících Dopravní podnik města Brna.
Přes Veverskou Bítýšku vede velké množství cyklotras, z toho některé značené:
- Pražská trasa: Praha (…) Tišnov – Březina – Kopaniny – Veverská Bítýška – hrad Veveří – Brno-Bystrc
- cyklotrasa 1: Nový Dvůr – Veverská Bítýška – Tišnov – Hlinsko – Seč – Ronov nad Doubravou
- cyklotrasa 5189: (…) Veverská Bítýška – Šmelcovna – Javůrek (…)
- cyklotrasa 5231: Brno, Mokrá Hora – Kuřim – Chudčice – Veverská Bítýška

Částečně značené a připravované trasy:
- cyklotrasa 5171: Veverská Bítýška – Rosice – Dolní Kounice – Pohořelice
- cyklotrasa 5172: Tišnov – Veverská Bítýška – Rosice – Bratčice – Židlochovice

## Školství
Městský úřad ve Veverské Bítýšce je zřizovatelem mateřské školy a základní školy s 1. i 2. stupněm. Školka je umístěna ve dvou budovách, každá má vlastní zahradu. Škola je poprvé zmiňována roku 1671 na místě dnešní pošty, dnešní základní škola ale sídlí od roku 1911 v budově bývalé radnice Na Městečku. Zejména druhý stupeň školy navštěvují také děti z okolních vesnic (Hvozdce, Lažánek, Moravských Knínic a Chudčic).
Základní umělecká škola (pobočka ZUŠ v Kuřimi) působí v městě od roku 1962. Výuka probíhá ve třech oborech: hudebním, tanečním a výtvarném.

## Sport
- HC Veverská Bítýška – hokejový klub

## Pamětihodnosti
Přímo na náměstí Na Městečku poutá pozornost farní kostel svatého Jakuba Staršího. Trojlodní pozdně barokní kostel byl postaven v letech 1771–1782 na místě již nevyhovujícího kostela z 15. století. Na osmi malovaných oknech jsou vyobrazeni patroni českých zemí. Původní jehlanová věž byla začátkem 20. století nahrazena současnou věží se čtyřmi zvony (Jakub, Marie, poledník a umíráček). V parčíku před kostelem je socha Jana Nepomuckého z 18. století.
Kousek od náměstí, naproti faře a poště, roste na křižovatce ulic Hvozdecká a 9. května (silnice směrem na Brno-Bystrc) rozlehlý kaštan, který je chráněný jako památný strom.
Na jihozápadním okraji města, u cesty do Hvozdce, je smírčí kámen z roku 1559. Jde o nahoře zaoblený plochý pískovcový kámen; ze země vyčnívá něco více než 1 m. Na čelní straně lze vidět poškozené torzo kříže.
Bývalý cholerový hřbitov ležel v polích na jihovýchodním kraji Veverské Bítýšky, při cestě na hrad Veveří. Hřbitov byl za socialismu postupně rozorán; k jeho obnově a postavení pamětního kříže došlo až v letech 2000–2001.

### Údolí Bílého potoka
Velké množství návštěvníků Veverské Bítýšky míří na pěší výlet nebo cyklistickou vyjížďku po cyklotrase 5189 do údolí Bílého potoka. Ještě v městečku míjejí Jarošův mlýn, kulturní památku a jediné místní muzeum. Mlýn byl postaven na místě starého mlýna a pily v roce 1938. Původním majitelům byl mlýn vrácen v roce 1991 a ti jej v roce 2003 zpřístupnili veřejnosti.
Výše proti proudu Bílého potoka se nacházejí další mlýny. Na kraji Veverské Bítýšky je Prachovna, kde byla kolem roku 1740 založena (dnes již zaniklá) výrobna střelného prachu. Dále proti proudu je osada Šmelcovna, místo bývalých hamrů asi 8 km od centra Veverské Bítýšky. Každoročně se zde vždy první jarní víkend koná slavnost vítání jara s více než stoletou tradicí.

### Brněnská přehrada a okolí
Pod splavem na Svratce, který zadržoval vodu pro bývalý Tejkalův mlýn, začíná vzdutí Brněnské přehrady. Na jejím levém břehu je rozsáhlá lesní obora s křížovou cestou vycházející ze sousedních Chudčic. Na pravém břehu přehrady se rozkládají Podkomorské lesy s Pohádkou máje (místo, kde Vilém Mrštík prožil a kam zasadil děj stejnojmenného románu) a areálem Grand Prix. Celé okolí přehrady je velmi oblíbené místo na cyklistiku a turistiku.
Hrad Veveří a kaple Matky Boží se nacházejí nad Brněnskou přehradou asi 2,5 km od Veverské Bítýšky. Od počátku zřízení katastrálních území byly v katastru obce. Okolí přehradní nádrže i s hradem a kaplí však byly v roce 1957 připojeny k Brnu a od té doby leží v katastrálním území Bystrce.

## Osobnosti
- Valentin Bernard Jestřábský (1630–1719), farář a barokní spisovatel
- Karel Eichler (1845–1918), farář, spisovatel a hudební vědec
- František Ehrmann (1866–1918), kanovník olomoucké kapituly
- Jiří Patočka (* 1939), toxikolog a vysokoškolský pedagog

## Galerie

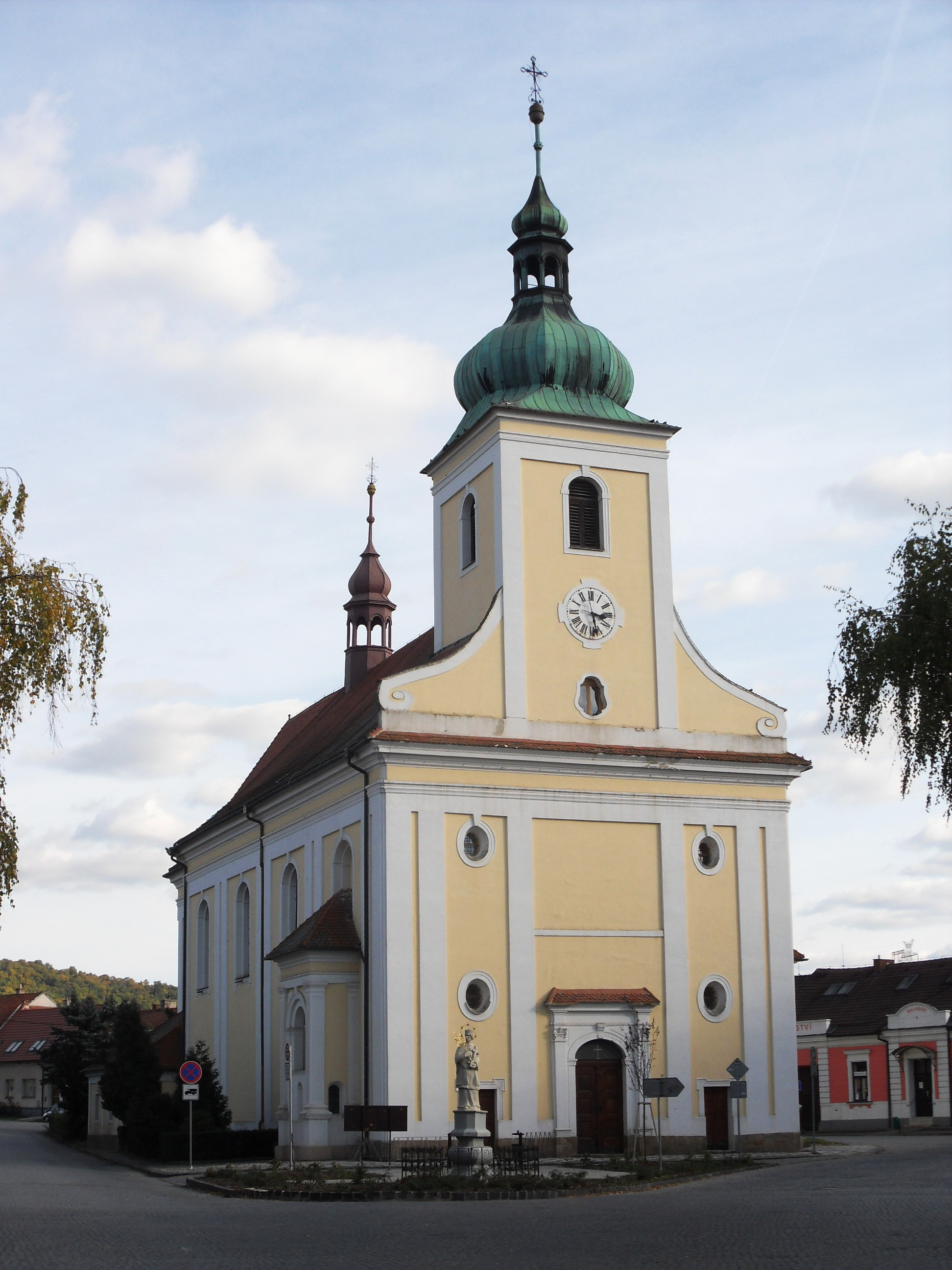
kostel svatého Jakuba
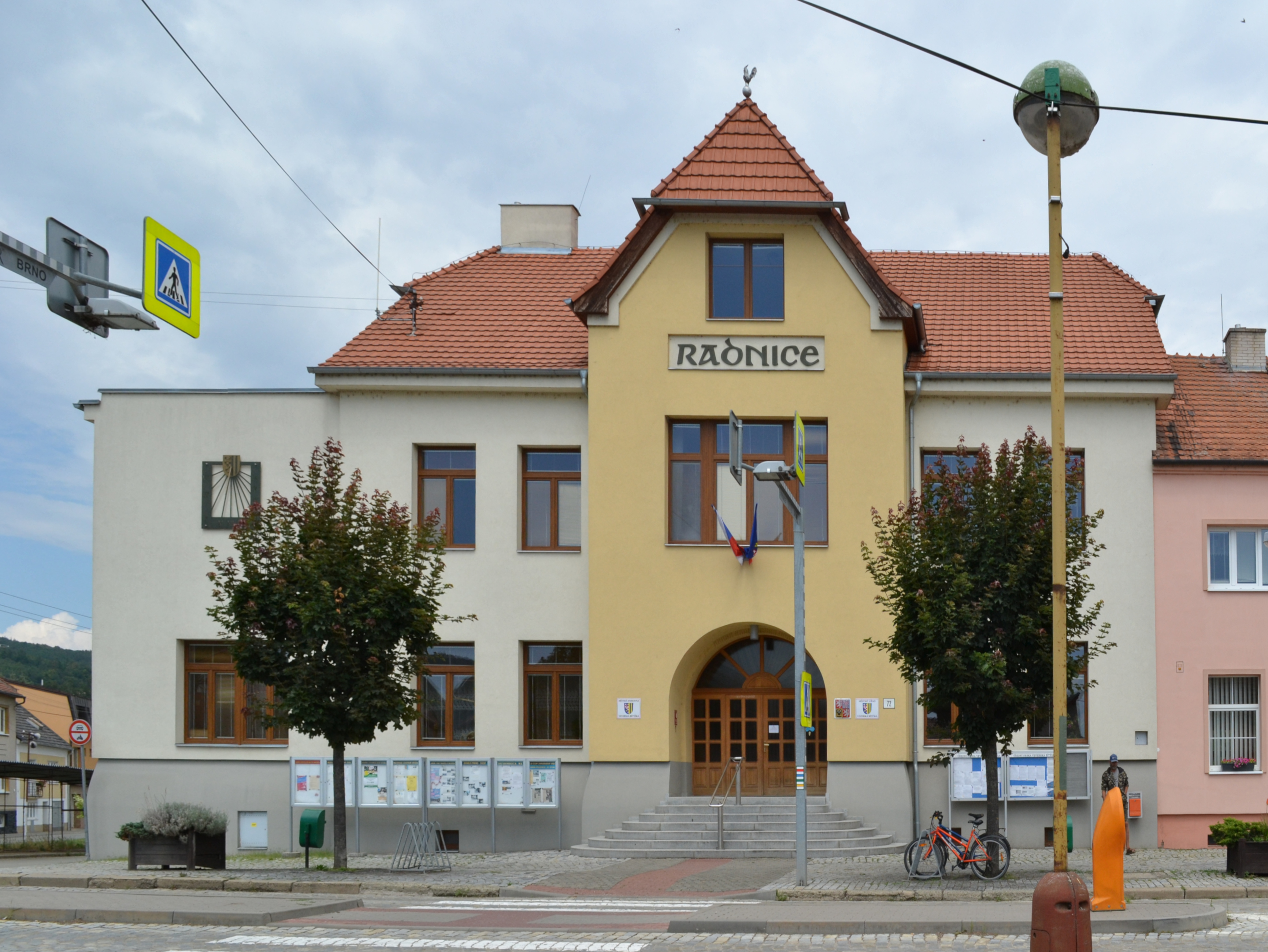
radnice
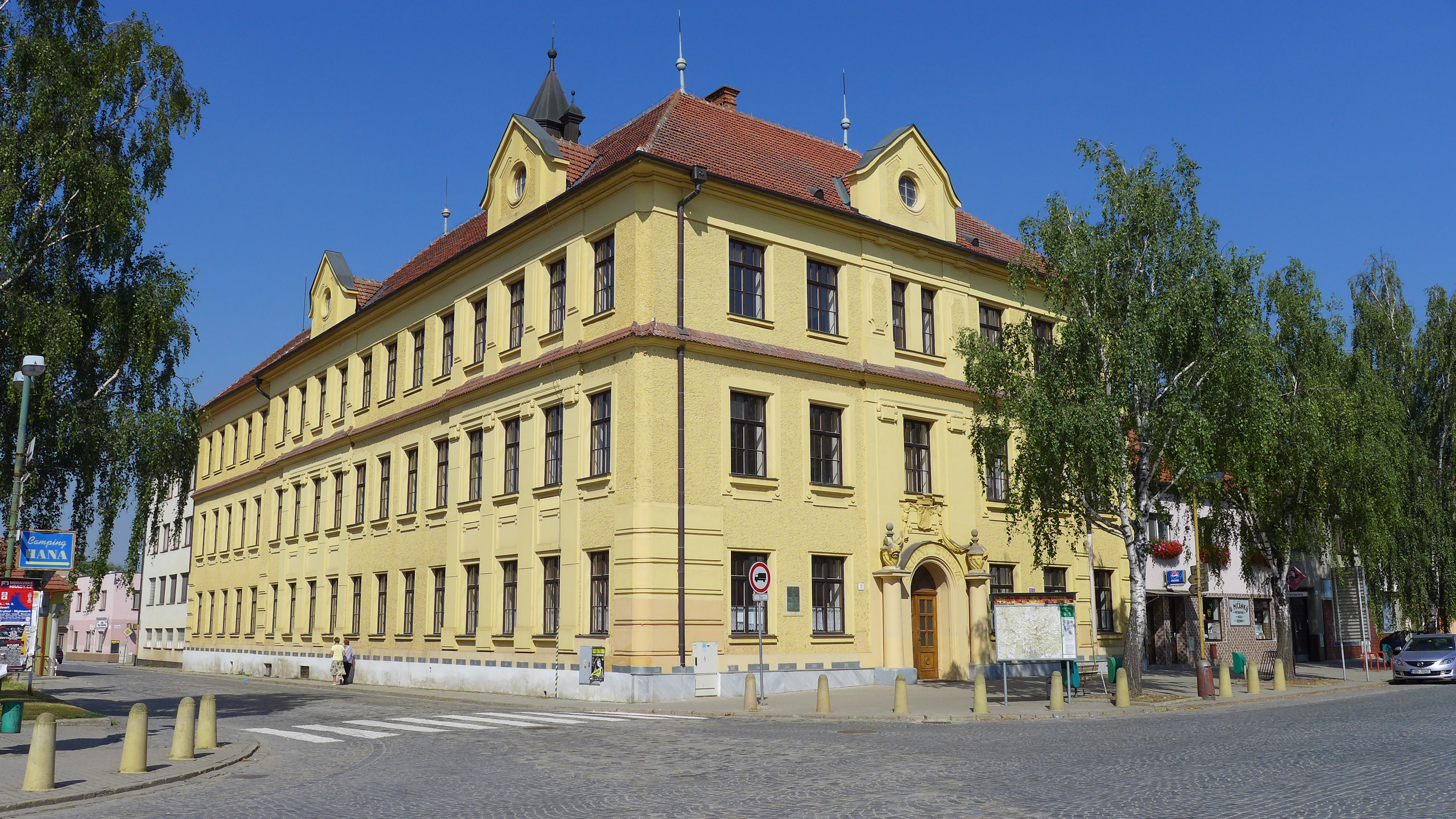
základní škola
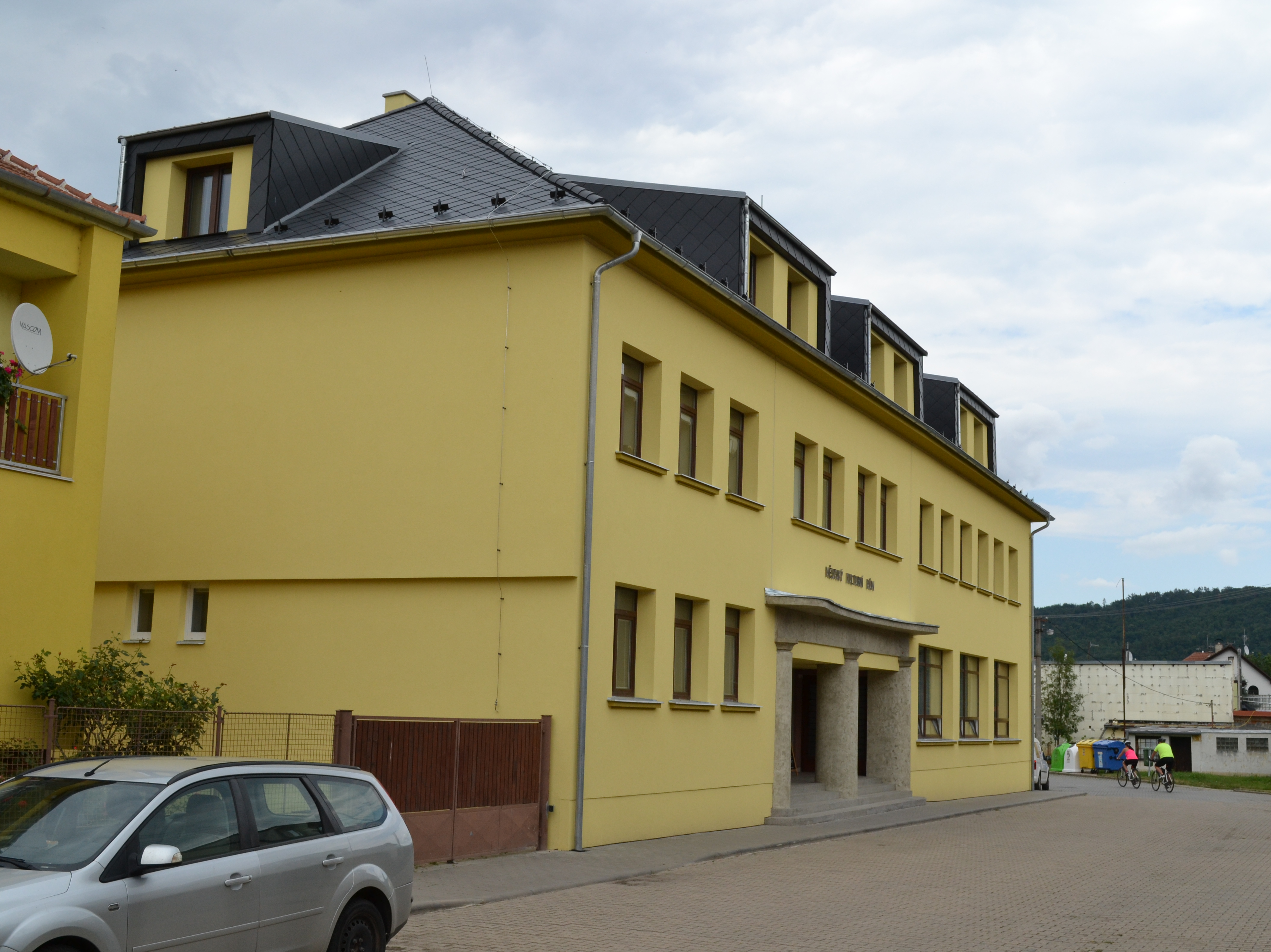
kulturní dům
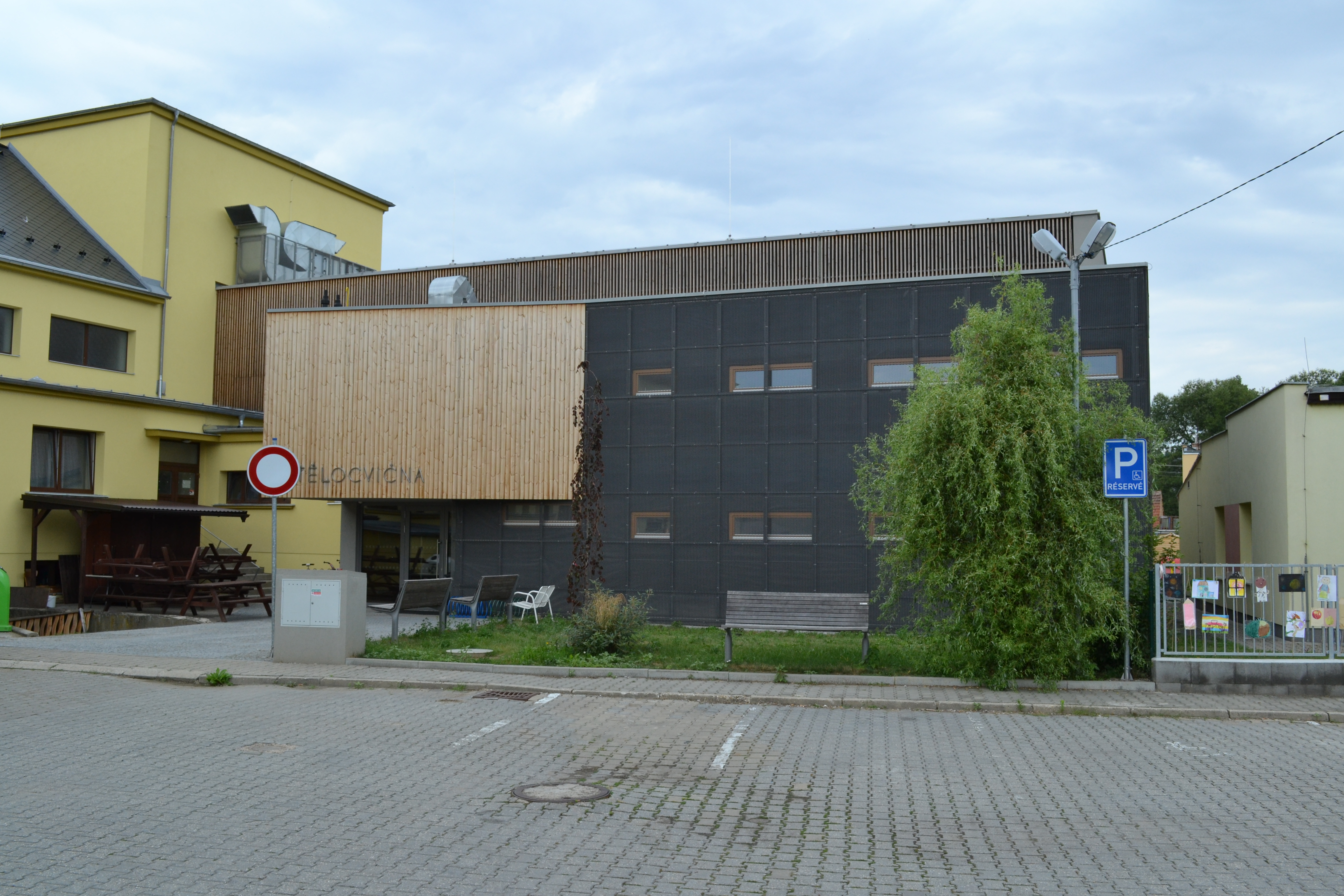
tělocvična
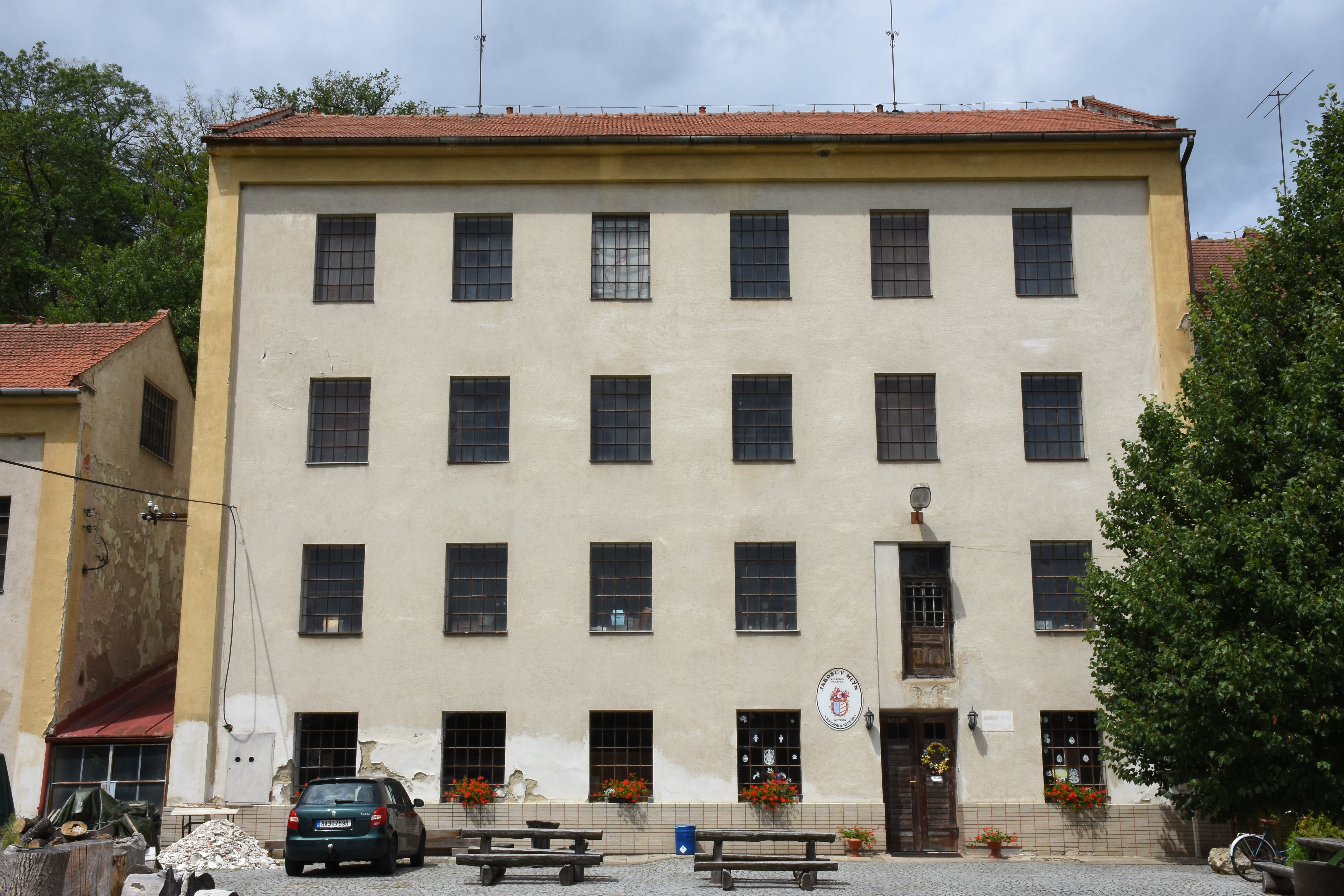
Jarošův mlýn
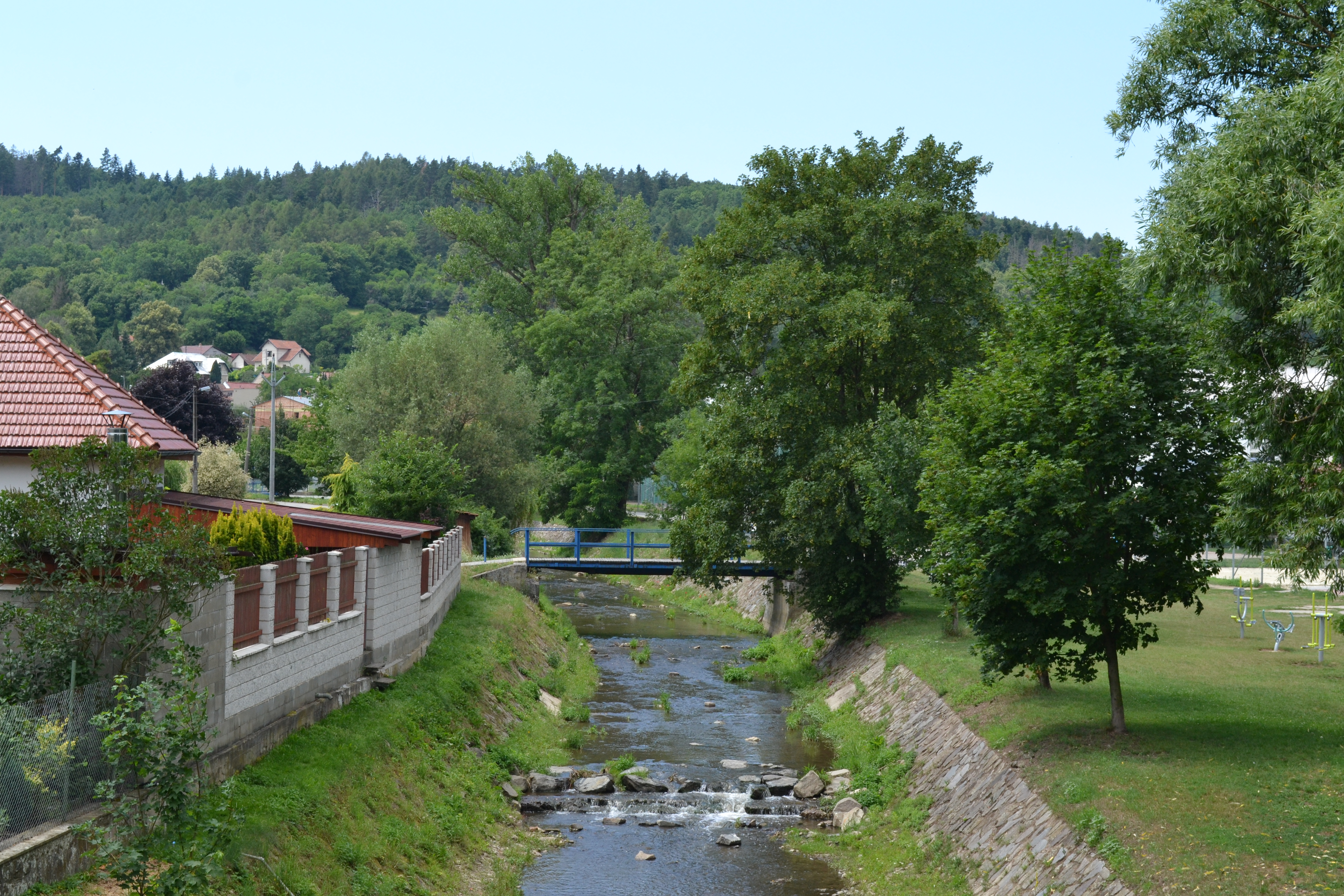
Bílý potok před ústím do Svratky
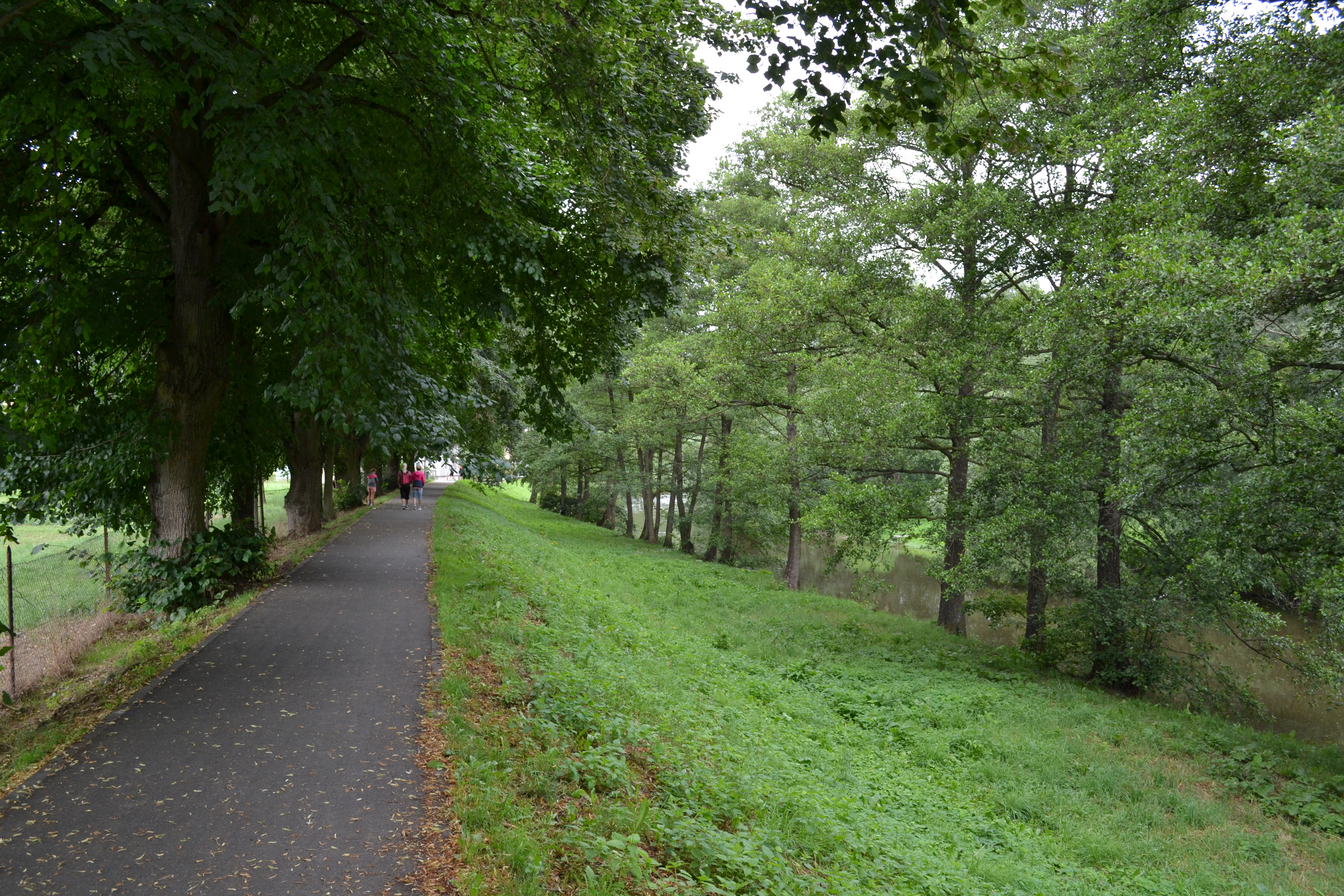
nábřeží Svratky